# Koothappar
Koothappar é uma panchayat (vila) no distrito de Tiruchirappalli, no estado indiano de Tamil Nadu.

## Demografia
Segundo o censo de 2001,  Koothappar  tinha uma população de 17,061 habitantes. Os indivíduos do sexo masculino constituem 50% da população e os do sexo feminino 50%. Koothappar tem uma taxa de literacia de 87%, superior à média nacional de 59.5%: a literacia no sexo masculino é de 91% e no sexo feminino é de 84%. Em Koothappar, 7% da população está abaixo dos 6 anos de idade.